# Acanthochitona pilsbryi
Acanthochitona pilsbryi är en blötdjursart som först beskrevs av William Henry Sykes 1896.  Acanthochitona pilsbryi ingår i släktet Acanthochitona och familjen Acanthochitonidae. Inga underarter finns listade i Catalogue of Life.